# Vigneul-sous-Montmédy
Vigneul-sous-Montmédy è un comune francese di 99 abitanti situato nel dipartimento della Mosa nella regione del Grand Est.

## Società

### Evoluzione demografica
Abitanti censiti